# Johann Smith
Johann Smith (Connecticut, Estados Unidos, 25 de abril de 1987), futbolista estadounidense. Juega de delantero y su actual equipo es el Bolton Wanderers de la Premier League de Inglaterra. 

## Selección nacional
Ha sido internacional con la Selección de fútbol de Estados Unidos Sub-20, ha jugado 5 partidos internacionales y ha anotado 4 goles.

## Clubes (3)
| Club             | País       | Año           |
| ---------------- | ---------- | ------------- |
| Bolton Wanderers | Inglaterra | 2006-2007     |
| Carlisle United  | Inglaterra | 2007          |
| Bolton Wanderers | Inglaterra | 2007-presente |

- Datos: Q261255